# Hans-Hennig von Grünberg
Hans-Hennig von Grünberg (* 1965 in Eckernförde) ist ein deutscher Physiker, Hochschullehrer und -manager.

## Ausbildung
Von Grünberg studierte von 1985 bis 1993 Physik an der RWTH Aachen und der Freien Universität Berlin. 1994 erfolgte seine Promotion mit einer Arbeit im Bereich theoretischen Festkörperphysik. Die Habilitation folgte 2002.

## Berufliche Tätigkeit
1995 wurde er Assistent von Roger Elliott am Department of Theoretical Physics der University of Oxford. Im Frühjahr 1996 war er Gastwissenschaftler des Indian Institute of Technology in Neu-Delhi sowie 1996 und 1997 Programmplaner des Springer-Verlags. Ab 1998 war von Grünberg Assistent von Rudolf Klein am Fachbereich Physik der Universität Konstanz. 2002 errang er ein Stipendium des Heisenberg-Programms der Deutschen Forschungsgemeinschaft auf dem Gebiet der statistischen Kolloidphysik. Zum Universitätsprofessor für Theoretische Physikalische Chemie wurde er 2004 Karl-Franzens-Universität in Graz berufen. Von 2007 bis 2009 war er dort Forschungs- und Vizedekan. 2009 wurde er zum Präsidenten der Hochschule Niederrhein gewählt; 2015 wurde er erneut zum Präsidenten der Hochschule Niederrhein gewählt und hat im März 2020 sein Amt an Thomas Grünewald abgegeben. Seine Kandidatur 2019 als Präsident der BTU Cottbus-Senftenberg war nicht erfolgreich.
Seit dem April 2021 ist von Grünberg Professor für Wissens- und Technologietransfer an der Universität Potsdam.

## Weiteres Engagement in der Forschungs- und Bildungspolitik
Von Grünberg war 2014 Gründungsmitglied der Hochschulallianz für den Mittelstand und ist seitdem deren erster Vorsitzender. 2017 wurde er von der Wochenzeitung Die Zeit und dem Centrum für Hochschulentwicklung CHE als Hochschulmanager des Jahres ausgezeichnet.
Im März 2021 entwarf von Grünberg mit den Mitgliedern der grünen Bundestagsfraktion – Anna Christmann (Technologie- und Innovationspolitik) und Kai Gehring (Hochschul- und Wissenschaftspolitik) – sowie Muriel Helbig, Präsidentin der Technischen Hochschule Lübeck, das Konzept einer Deutschen Innovationsagentur („D.Innova“). Namentlich und inhaltlich wird darin das Vorbild der schwedischen Agentur Vinnova aufgegriffen, die besonderen Augenmerk auf sozial und ökologische eingebettete Innovationen legen soll.

## Privates
Von Grünberg ist verheiratet und hat fünf Kinder.